# 芭蕉精

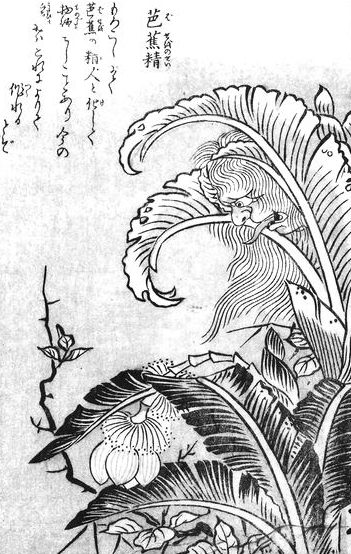
鳥山石燕『今昔百鬼拾遺』より「芭蕉精」

芭蕉精（ばしょうのせい）は、鳥山石燕の妖怪画集『今昔百鬼拾遺』にある怪異。芭蕉の霊が人の姿をとるなどして人を化かすというもの。

## 概要
『今昔百鬼拾遺』の解説文では「芭蕉の精が人に化ける物語が唐土（中国）にあり、謡曲『芭蕉』はこれにより作られた」と述べているが、その解説の通り、中国の『湖海新聞夷堅続志』などの説話には芭蕉の精が人の姿に化ける怪異譚があり、読経中の僧のもとに芭蕉の精が女の姿で現れ「非情の草木も成仏できるか」と尋ねる日本の謡曲『芭蕉』は、その中国の『湖海新聞』を題材として作られたものである。

## 類話
日本でも芭蕉の怪異は江戸時代の文献に多く見られる。中でも佐藤成裕による随筆『中陵漫録』巻3に「芭蕉の怪」と題し、以下のように述べられている。
琉球では蕉園といって、芭蕉から繊維をとるために芭蕉が数里も渡って植えられている場所があるが、夜更けにそこ通ると必ず異形の者に遭うという。人がこれに遭っても驚くだけで直接的な害は受けないが、刀を手にしていればこの怪異を避けられるという。佐藤成裕の推測によれば、芭蕉は大きな葉を持つことから草木の中でも一際大いなる者なので、その精霊が人を脅すのだろうという。
また琉球では、女性は午後6時過ぎに芭蕉の茂る中を歩くことを戒められており、もしこの戒めを破って芭蕉のもとを歩くと、美しい男性または様々な怪物に遭い、それらを目にすると必ず妊娠させられてしまうという。身ごもった子供は10ヶ月後に産まれるが、それは牙を生やした鬼のような恐ろしい子供で、しかもその後にも毎年、同じような子供を産み続けてしまうという。この子供が生まれた際には熊笹を粉末にしたものを飲ませて殺さなくてはならず、そのために家々では常に熊笹を取り置いていたという。
『中陵漫録』の「芭蕉の怪」には琉球以外の芭蕉の怪異譚もある。信州（現・長野県）で僧侶が寺で夜通しで読書をしていたところ、どこからか美女が現れて僧を誘惑した。僧は怒って短刀で斬りつけると、女は血を流して逃げ去った。翌朝、僧が血痕を辿ったところ、その跡は庭まで続き、庭に植えた芭蕉が切り倒されていた。人々は、芭蕉が女に化けたのだろうと話したという。